# Krzemieniewo
Krzemieniewo è un comune rurale polacco del distretto di Leszno, nel voivodato della Grande Polonia.
Ricopre una superficie di 113,44 km² e nel 2004 contava 8 506 abitanti.